# آرثر لاروش
آرثر لاروش هو سياسي كندي، ولد في 1 يوليو 1900 في شيكوتيمي في كندا، وتوفي بنفس المكان في 10 يوليو 1968. نشط حزبياً في الاتحاد الوطني. وقد انتخب عمدة وانتخب عضو الجمعية الوطنية في كيبك ‏.